# Solemya velum
Solemya velum is een tweekleppigensoort uit de familie van de Solemyidae. De wetenschappelijke naam van de soort werd in 1822 voor het eerst geldig gepubliceerd door Thomas Say.